# Pioraco
Piòraco è un comune italiano di 942 abitanti della provincia di Macerata nelle Marche.

## Geografia fisica
Il paese si trova a valle dell'immissione dell'affluente di destra Scarsito nel fiume Potenza, il quale attraversa quindi l'abitato con una serie di rapide. L'alta valle del fiume si restringe infatti in questo punto, tra i monti Primo (1300 m s.l.m.) e Gemmo (1254 m s.l.m.), mentre il torrente Scarsito passa tra i monti Primo e Gualdo (1065 m s.l.m.).
Entrambe le valli dovevano essere in passato occupate da bacini lacustri, ancora esistenti alla fine del XV secolo e già del tutto scomparsi entro il 1660.

## Storia
Il territorio era frequentato in epoca neolitica e conserva tracce di un santuario dell'età del bronzo sulla cima del Monte Primo (fine dell'XI-prima metà del X secolo a.C., frequentato fino in epoca ellenistica.
In età romana era presente un insediamento, citato dall'Itinerarium Antonini come Prolaqueum. Il nome deriva dalla prossimità ad un lago in seguito scomparso.
Si trattava di un insediamento romano della regio VI Umbria, al confine tra i territori dei municipi di Camerinum (Camerino) e di Matilica (Matelica). Era situato in corrispondenza di un doppio attraversamento del fiume Potenza, con i ponti Marnone e "delle cartiere",  dove questo formava un'ansa. Il luogo di sosta si trovava, tra Dubios (Fiuminata) e Septempeda (San Severino Marche), sulla strada romana che si staccava dalla via Flaminia  arrivando fino ad Ancona, lungo la riva sinistra del fiume ("via Camellaria", da Nuceria Camellaria, oggi Nocera Umbra,  presso cui si distaccava dalla Flaminia, o "via Prolaquense", o "Via Septempedana"). Nel territorio comunale sono stati rinvenuti tratti di carreggiata, in parte tagliati nella roccia e in parte sorretti da strutture di contenimento in opera quadrata.
Nell'area cittadina sono state rinvenute strutture attribuite a edifici pubblici e di culto e ad impianti termali, la cui prima fase risale all'epoca augustea. Un acquedotto portava in città le acque del torrente Scarsito e ne regolarizzava l'assetto idrico. Nella località di Malpasso sorgeva una villa che conserva pavimentazioni a mosaico.
Negli Acta Sanctorum Severini et Victorini del VII secolo si ricorda che san Vittorino avrebbe fatto penitenza nei boschi presso Prolacen.
Il castello, la cui esistenza è citata in documenti del XIII secolo, divenne residenza dei Da Varano duchi di Camerino. Già dal 1364 vi è citata la presenza di attività per la fabbricazione della carta, favorita dall'abbondanza d'acqua e tuttora attiva. I Da Varano possedevano nel luogo una "cinciara", dove si lavoravano gli stracci utilizzati come materia prima. Locali e attrezzature erano affittati agli abitanti del paese, i quali ricevevano inoltre dai duchi, che se ne erano riservati il monopolio, gli stracci da lavorare.

### Stemma
Lo stemma venne adottato nel 1870: un gambero di fiume campeggia in uno scudo rosso sormontato da un'aquila incoronata e contornato da armi e insegne romani. Al di sotto due cartigli recano scritte in latino: "Prolaqueo Statio Militaris Romana" e "Solertiae Signum".

## Monumenti e luoghi d'interesse

### Architetture religiose

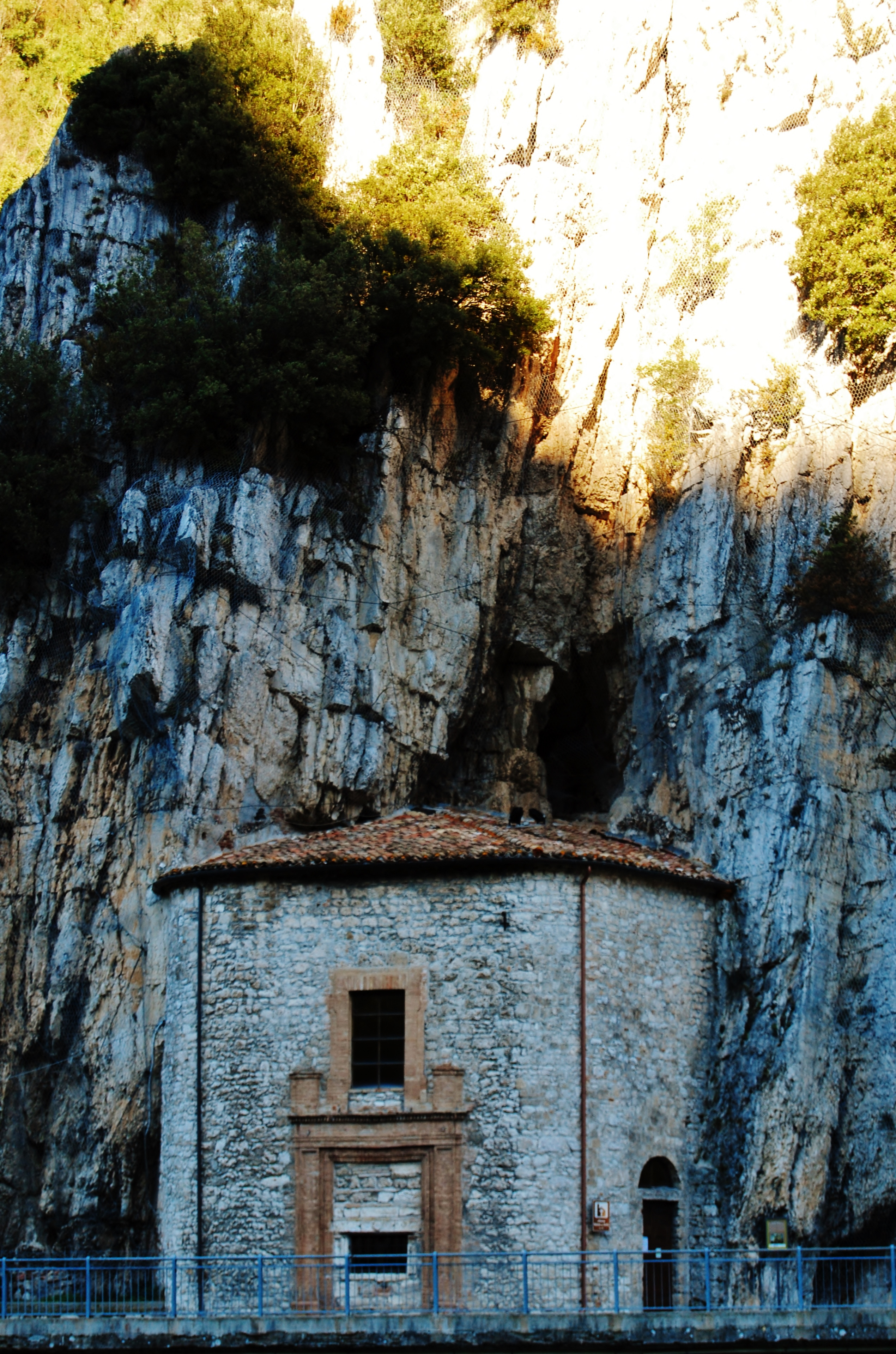
Madonna delle Grotte

- Chiesa di San Francesco, edificata nel 1327 in stile gotico con abside a pianta poligonale, presenta un interno rimaneggiato in epoca barocca. Ospita un dipinto con l'Annunciazione attribuito al pittore Arcangelo di Cola e una Via Crucis opera di Francesco Mancini (1679-1758). Accanto alla chiesa è anche il chiostro affrescato dell'annesso ex convento.
- Oratorio del Santissimo Crocifisso, in stile gotico-lombardo, ospita ancora un Crocifisso attribuito a Girolamo di Giovanni ed in passato conservava una tavola con la Annunciazione ed il Martirio di San Sebastiano, dipinta nel 1493 - 94 circa da Luca Signorelli oggi nel Museo Diocesano Giacomo Boccanera di Camerino. La tavola, sormontata da un frontone triangolare con il Padre Eterno benedicente tra Angeli, si presenta nella sua cornice originale aperta al centro in una nicchia centinata che ospitava un'immagine miracolosa dipinta da Arcangelo di Cola.[5]
- Chiesa della Madonna della Grotta, piccolo edificio del XVIII secolo costruito in una rientranza della parete rocciosa utilizzata come romitaggio. Conserva una statua lignea quattrocentesca di Madonna con Bambino.
- Nella frazione di Seppio, la chiesa parrocchiale di Santa Maria delle Lacrime, ospita un dipinto di Madonna in trono con Bambino, opera del 1466 di Giovanni Boccati. Nella stessa frazione si trova anche la chiesa rurale di Fonte Venere.

### Architetture civili
- Pieve di San Vittorino, la cui esistenza è attestata dal 1119, costruita sopra i resti di un tempio romano, di cui riutilizza materiali di spoglio. Custodisce affreschi e un fonte battesimale del 1646.
- Ponte Marmone, ponte romano
- Passerella o ponte del Bacio

## Società

### Evoluzione demografica
Abitanti censiti

## Cultura

### Musei
Il municipio ospita tre strutture museali:
- Museo della carta e della filigrana
- Museo dei fossili
- Museo dei funghi

### Eventi
- Festa del Patrono San Vittorino (8 giugno)
- Rassegna "Musicarte" (giugno)
- Mercatini Antiquariato (Ultimo lunedì di luglio e tutti i lunedì di agosto)
- Rassegna di teatro dialettale (25/26/30 dicembre)
- Festa dei cartai (14 settembre)
- Seppio Rock Festival (agosto)

## Economia

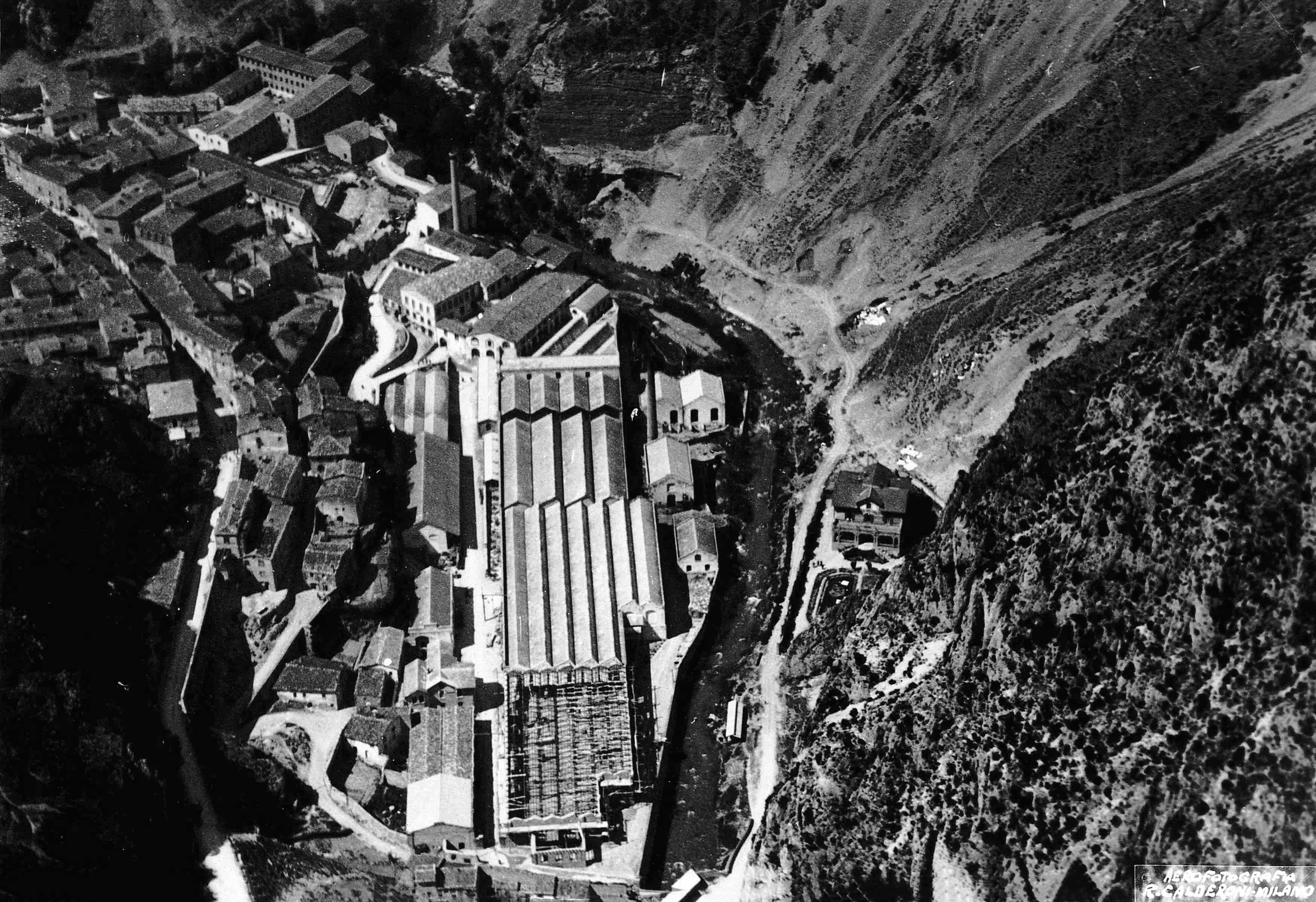
1926 - Stabilimento delle Cartiere Miliani di Pioraco.

La tradizionale produzione della carta è tuttora presente, non più basata su piccole imprese a conduzione familiare, ma in forma industriale. Lo stabilimento delle cartiere "Fedrigoni", appartiene al gruppo delle Cartiere Fedrigoni Group.

## Amministrazione
| Periodo        | Periodo        | Primo cittadino           | Partito              | Carica  | Note  |
| -------------- | -------------- | ------------------------- | -------------------- | ------- | ----- |
| 22 maggio 1985 | 29 maggio 1990 | Amos Mascambruni          | Democrazia Cristiana | Sindaco | [ 7 ] |
| 30 maggio 1990 | 23 aprile 1995 | Giovanni Miliani          | Democrazia Cristiana | Sindaco | [ 7 ] |
| 24 aprile 1995 | 13 giugno 1999 | Giovanni Miliani          | Centro-sinistra      | Sindaco | [ 7 ] |
| 14 giugno 1999 | 13 giugno 2004 | Giovanni Miliani          | Centro-sinistra      | Sindaco | [ 7 ] |
| 14 giugno 2004 | 7 giugno 2009  | Giovanni Battista Torresi | Lista civica         | Sindaco | [ 7 ] |
| 8 giugno 2009  | 25 maggio 2014 | Giovanni Battista Torresi | Lista civica         | Sindaco | [ 7 ] |
| 26 maggio 2014 | 26 maggio 2019 | Luisella Tamagnini        | Pioraco nel cuore    | Sindaco | [ 7 ] |
| 27 maggio 2019 | 9 giugno 2024  | Matteo Cicconi            | Lista civica         | Sindaco | [ 7 ] |
| 9 giugno 2024  | in carica      | Matteo Cicconi            | Prolaqueum           | Sindaco | [ 7 ] |

Il comune appartiene alla Comunità montana Alte Valli del Potenza e Esino.

## Sport

### Calcio
La squadra di calcio locale, la Mancini Ruggero Pioraco, gioca in Prima Categoria, e i colori sociali sono il giallo e il rosso. Nella stagione 2013/2014 si aggiudica il titolo di campione, ottenendo la promozione in Seconda Categoria; l'anno seguente, a seguito della vittoria in finale playoff, la squadra, dopo oltre 30 anni, ottiene la promozione in Prima Categoria.